# Trichilia tomentosa
Trichilia tomentosa là một loài thực vật có hoa trong họ Meliaceae. Loài này được Kunth miêu tả khoa học đầu tiên năm 1822.